# Верхнесадовский сельский совет
Верхнесадовский сельский совет (укр. Верхньосадовська сільська рада, крымскотат. Duvanköy köy şurası) — орган местной власти и соответствующая подчинённая территория в составе Нахимовского района города со специальным статусом Севастополя (горсовета) Украины (фактически до 2014 года); ранее до 1991 года — в составе Крымской области УССР в СССР, до 1954 года — в составе Крымской области РСФСР в СССР, до 1945 года — в составе Крымской АССР РСФСР в СССР.
Территория занимает долину р. Бельбека. Граничила на севере с Качинским поссоветом Нахимовского района, на юге — с Балаклавским районом города со специальным статусом Севастополя (горсовета), на севере и востоке — с Бахчисарайским районом АР Крым.
Площадь сельсовета 47,94 км², население 5156 человек на 2010 год.
Сельсовет образован в 1921 году, как Дуванкойский в составе Бахчисарайского района. Первоначально в сельсовет входили, помимо, собственно, Дуванкоя, село Аджи-Кой, железнодорожная станция Бельбек и несколько шоссейных и железнодорожных казарм и будок.
Указом Президиума Верховного Совета РСФСР от 21 августа 1945 года Дуванкойский сельсовет был переименован в Верхнесадовский. Решением Севастопольского горисполкома № 313 от 22 мая 1965 года сельсовет был передан в состав Севастопольского горсовета.
К 2014 году сельсовет включал 7 сёл:
- Верхнесадовое
- Дальнее
- Камышлы
- Пироговка
- Поворотное
- Фронтовое
- Фруктовое

С 2014 года на месте сельсовета находится Верхнесадовский муниципальный округ города федерального значения Севастополя РФ.
17 июля 2020 года парламент Украины, не признающий аннексию Крыма Российской Федерацией, принял постановление о новой сети районов в стране, которым предполагается вывести территорию сельсовета из подчинения Севастополю и включить её в состав Бахчисарайского района АР Крым, однако это решение не вступало в силу в рамках украинского законодательства до «возвращения Крыма под общую юрисдикцию Украины». 9 сентября 2023 года, несмотря на отсутствие контроля над полуостровом, вступили в силу поправки, которые ввели в действие данное постановление в отношении Крыма.